# ميكي سوغاوارا
ميكي سوغاوارا (菅原 美希)، هي لاعبة كرة قدم كانت تلعب كلاعب وسط. ولعبت مع منتخب اليابان لكرة القدم للسيدات.